# Сахат-кула у Невесињу
Сахат-кула налази се у самом центру старе чаршије Невесиња, Босна и Херцеговина и представља национални споменик. Саграђена је пре 1664. године, јер се помиње у белешкама чувеног османског путописца Евлије Челебије, који ју је описао у свом делу Siyahatname („Путопис”).

## Локација
Остаци Дугалића џамије (Џамија хаџи Велијјудина Бакрача или Велагина џамија) са сахат-кулом у Невесињу смештени су у Дугалића (Пахљевића) махали, на локацији која обухвата к.ч. број 590 (нови премер, што одговара к.ч. бр. 790/1, 791 и 792, стари премер), а у власништву је Исламске верске заједнице Оџак, у Општини Невесиње, Република Српска, Босна и Херцеговина.

## Изглед
Сахат-кула у Невесињу представља једнопросторни објекат са приближно четвороугаоном основом, наткривен четвороводним кровом. Димензије објекта, мерене споља, износе 3,25 m x 3,45 m. Висина сахат-куле, мерена од нивоа главне улице до врха крова, износи око 16,50 m. Структура зида је остављена тако да се види споља и изнутра. Блокови камена су међусобно везани вапненом жбуком. Ради уједначавања нивоа терена, објекат је постављен на постамент (два камена степеника) укупне висине 70 cm. Постамент је видљив са северозападне и југозападне стране објекта.
На висини од отприлике 13,0 m налази се камени венац, који за 6,0 cm излази из равни зида. Испод венца на све четири стране објекта изведени су округли отвори у које су смештени сатови. Изнад венца на све четири стране објекта налазе се прозорски отвори. Прозорски отвори су дефинисани каменим допрозорницима (шембранама). Завршени су луком изведеним у облику камене потковице. Простор испод кровног венца је декорисан конзолицама. У простору испод крова објекта смештено је звоно.
Сахат-кула је завршена четвороводним кровом, покривеним равним лимом. Дебљина зидова куле је 80 cm, док је висина 16,5 m. На њој су уочљиви утицаји каснороманичких кула, италијанских кампанила и дубровачких сахат-кула, у примени квадратне форме са дужином сваке странице од око 3 m, а видљиви су и у кружним отворима за сатове и на декорацији кровног венца. Године 1891. постављен је на ову сахат-кулу нови сат са три мине, од којих је она са југоисточне стране имала османске, она са североисточне римске, а она са југозападне стране још увек има арапске бројеве. Током осамдесетих година 20. века, на ову сахат-кулу постављене су нове мине од пластике са арапским бројевима и нови сат.

## Рестаурација
На сахат-кули су у више наврата кроз историју вршене преправке. Преуређење самог механизма десило се 1891. године, затим 1980. и 2000. године, током сабора Самарџића. Приликом последњег реновирања избачен је стари механизам сата и стављен електро-мотор који се убрзо покварио. Стари механизам је покретао часовнике помоћу тегова са сајлама дугим 15 метара.
Данас се улази у двориште сахат-куле из пешачке улице, са југозападне стране, а у објекат се улази са југоисточне стране. Улаз је засвођен једноставним сегментним луком. У унутрашњости објекта налазе се четири нивоа стрмих дрвених степеника, ширине око 60 cm. За осветљење унутрашњости објекта на југоисточној фасади изведена су два уска правоугаона отвора који се шире према унутрашњости.
Уз североисточну фасаду сахат-куле налази се једноспратни објекат кроз који се изворно улазило у простор харема градитељске целине. Улаз, смештен у приземљу објекта, био је изведен као широки надсвођени пролаз. Изнад њега је био мали чардак, простор у који се улазило спољним степеништем из харема.

## Национални споменик
Комисија за очување националних споменика Босне и Херцеговине, 2. јула 2005. године донела је одлуку којом се место и остаци градитељске целине Дугалића џамије (Џамија хаџи Велијјудина Бакрача или Велагина џамија) са историјском грађевином сахат-куле у Невесињу проглашавају националним спомеником Босне и Херцеговине.